# Velika Ilova
Velika Ilova (en serbe cyrillique : Велика Илова) est un village de Bosnie-Herzégovine. Il est situé dans la municipalité de Prnjavor et dans la république serbe de Bosnie. Selon les premiers résultats du recensement bosnien de 2013, il compte 767 habitants.

## Démographie

### Évolution historique de la population dans la localité
| 1948 | 1953 | 1961 | 1971 | 1981  | 1991  | 2013 |
| ---- | ---- | ---- | ---- | ----- | ----- | ---- |
| -    | -    | 935  | 983  | 1 051 | 1 041 | 767  |

|  |

### Communauté locale
En 1991, la communauté locale de Velika Ilova comptait 2 432 habitants, répartis de la manière suivante :